# Guy Oliver
Pour les articles homonymes, voir Oliver.
Guy Oliver est un acteur et réalisateur américain, né le 25 septembre 1878 à Chicago, Illinois (États-Unis) et mort le 1er septembre 1932 à Hollywood (Californie).

## Filmographie

### Comme acteur
- 1911 : Good for Evil
- 1911 : An Indian's Appreciation : The Uncle
- 1911 : Bess of the Forest
- 1911 : Hands Across the Sea in '76
- 1912 : Keeping an Eye on Father
- 1912 : No Wedding Bells for Me : The Justice of the Peace
- 1912 : Bridge : Mr. Gray
- 1912 : It Pays to Be Kind
- 1912 : Brooms and Dustpans
- 1912 : Little Hands : The Convict
- 1912 : A Lucky Holdup : Father Number One
- 1912 : Oh, You Ragtime!
- 1912 : The Raven : Edgar Allan Poe
- 1912 : Saved from the Titanic : Jack's pal
- 1912 : The High Cost of Living : Mr Blacksmith
- 1912 : The Holy City : St. Luke
- 1912 : A Double Misunderstanding
- 1912 : The Cedarville Scandal
- 1912 : That Loving Man : Henry Anderson
- 1912 : The Double Cross : John Truesworth, le père de Maud
- 1912 : Boys Again : John Lyons
- 1912 : Wanted a Wife in a Hurry : Jimmy Kearney
- 1912 : Robin Hood : Guy Oliver
- 1912 : The Passing Parade : Band Master
- 1912 : Between the Rifle Sights
- 1913 : The Dangling Noose
- 1913 : Outwitted by Billy
- 1913 : Northern Hearts : Brock
- 1913 : Les Aventures de Kathlyn (The Adventures of Kathlyn)
- 1914 : Unto the Third and Fourth Generation
- 1914 : Memories : Professor Scott
- 1914 : The Fire Jugglers
- 1914 : The Baby Spy
- 1914 : His Father's Rifle
- 1914 : Me an' Bill
- 1914 : The Man in Black
- 1914 : Ye Vengeful Vagabonds
- 1914 : The Wasp : Dick Little
- 1914 : The Broken 'X'
- 1915 : The Strange Case of Princess Khan
- 1915 : The Richest Girl in the World
- 1915 : The Passer-By
- 1915 : The Lady of the Cyclamen
- 1915 : Retribution d'Edward LeSaint
- 1915 : Poetic Justice of Omar Khan
- 1915 : The Carpet from Bagdad : Horace Wadsworth
- 1915 : Ingratitude of Liz Taylor : Ben Bradshaw
- 1915 : At the Flood Tide
- 1915 : The Circular Staircase : Halsey Innes
- 1915 : The Bridge of Time de Frank Beal
- 1915 : I'm Glad My Boy Grew Up to Be a Soldier : Frank Archer
- 1915 : The Coquette's Awakening de Frank Beal : George
- 1916 : Why Love Is Blind
- 1916 : Tom Martin: A Man
- 1916 : Thou Shalt Not Covet : My Neighbor
- 1916 : The Regeneration of Jim Halsey
- 1916 : Number 13, Westbound
- 1916 : The Devil, the Servant and the Man
- 1916 : The Three Wise Men
- 1916 : The Temptation of Adam
- 1916 : Into the Primitive : Thomas Blake
- 1916 : The Reprisal
- 1916 : The Valiants of Virginia : Major Bristow
- 1916 : The Return
- 1916 : Out of the Mist
- 1917 : The Golden Fetter : Edson
- 1917 : Each to His Kind : Col. Dawe
- 1917 : Those Without Sin : Henry Melon
- 1917 : The Bottle Imp : Rollins
- 1917 : Freckles de Marshall Neilan : Duncan
- 1917 : La Petite Américaine (The Little American) : Frederick Von Austreim
- 1917 : The Hostage : Vanvoyd
- 1917 : Œil pour œil (en) (The Call of the East) de George Melford : Cadger
- 1917 : Nan of Music Mountain (en) de Cecil B. DeMille : Bull Page
- 1918 : Jules of the Strong Heart : Big Jim Burgess
- 1918 : Rimrock Jones : Andrew McBain
- 1918 : Le Rachat suprême (The Whispering Chorus) de Cecil B. DeMille : Chief McFarland
- 1918 : L'Enfant de la forêt (M'Liss) : Snakebit Saunders
- 1918 : The Bravest Way : The Lawyer
- 1918 : Less Than Kin (it) de Donald Crisp : Peters
- 1918 : Such a Little Pirate : Bad-Eye
- 1918 : Le Mari de l'Indienne (The Squaw Man) : Kid Clarke
- 1919 : Under the Top (en) de Donald Crisp : Jay Trimmer
- 1919 : The Dub (it) de James Cruze : Robbins
- 1919 : Venus in the East : Doc Naylor
- 1919 : Alias Mike Moran : Jim Day
- 1919 : The Poor Boob : Hallock
- 1919 : Le Démon de la vitesse (The Roaring Road) de James Cruze : Tom Darby
- 1919 : It Pays to Advertise de Donald Crisp
- 1919 : Rustling a Bride : Ezry
- 1919 : Putting It Over : Policeman
- 1919 : Secret Service : Jonas
- 1919 : The Heart of Youth : Calvin Prendergast
- 1919 : La Vallée des géants (The Valley of the Giants) de James Cruze : George Sea Otter
- 1919 : Told in the Hills : Captain Hold
- 1919 : The Lottery Man
- 1919 : In Mizzoura (en) de Hugh Ford  Esrom
- 1919 : Hawthorne of the U.S.A. (en) de James Cruze : Count Henloe
- 1919 : L'Admirable Crichton (Male and Female) : Yacht pilot
- 1919 : It Pays to Advertise : McChesney
- 1920 : Double Speed : Pawn Broker
- 1920 : Excuse My Dust : Darby
- 1920 : The Sins of St. Anthony : Horatio Meade
- 1920 : A Cumberland Romance : Pap Hicks
- 1920 : Fatty, l'intrépide shérif (The Round-Up) : Oncle Jim
- 1920 : The Sins of Rosanne : Hlangeli's Father
- 1920 : Always Audacious : Martin Green
- 1921 : The Jucklins : Sheriff Parker
- 1921 : Ce que peut une femme (What Every Woman Knows)  de William C. de Mille : James Wylie
- 1921 : The City of Silent Men : Mr. Bryant
- 1921 : Too Much Speed : 'Howdy' Zeeker
- 1921 : Moonlight and Honeysuckle : Congressman Hamil
- 1921 : Le cœur nous trompe (The Affairs of Anatol) : Spencer's butler
- 1921 : A Prince There Was : Bland
- 1921 : Le Paradis d'un fou (Fool's Paradise) de Cecil B. DeMille : Briggs
- 1921 : Endiablée (en) (The Little Minister) de Penrhyn Stanlaws : Thomas Whammond
- 1921 : Mur mitoyen (A Virginia Courtship) : Buck Lawton
- 1922 : A Homespun Vamp : Duncan Craig
- 1922 : The World's Champion : Mooney
- 1922 : Cent à l'heure (Across the Continent) de Phil Rosen : Irishman
- 1922 : Notre premier citoyen (en) d'Alfred E. Green : Cale Higginson
- 1922 : Pink Gods : Mark Escher
- 1922 : le Réquisitoire  (Manslaughter) : Joueur de trombone
- 1922 : The Cowboy and the Lady : Ross
- 1923 : Un dépensier (en) (Mr. Billings Spends His Dime) de Wesley Ruggles : John D. Starbock
- 1923 : La Caravane vers l'Ouest (The Covered Wagon) : Kit Carson
- 1923 : Sixty Cents an Hour : Crook
- 1923 : La Femme aux quatre masques (The Woman with Four Faces) : Warden Cassidy
- 1923 : Jusqu'au dernier homme (To the Last Man) de Victor Fleming : Bill
- 1923 : La Flétrissure (The Cheat) de George Fitzmaurice : District Attorney
- 1923 : Ruggles of Red Gap de James Cruze : Juge Ballard
- 1924 : The Dawn of a Tomorrow : Black
- 1924 : The Bedroom Window : Detective
- 1924 : Souvent femme varie (Changing Husbands) de Paul Iribe et Frank Urson: Directeur
- 1924 : North of 36 : Maj. McCoyne
- 1925 : Les Pirates de l'air (The Air Mail) : Bill Wade
- 1925 : La Race qui meurt (The Vanishing American) : Kit Carson
- 1925 : La Comtesse Voranine (A Woman of the World) : Judge Porter
- 1926 : Le Corsaire masqué (The Eagle of the Sea) par Frank Lloyd : Beluche
- 1926 : Vaincre ou mourir (Old Ironsides) : First Mate
- 1926 : Man of the Forest : First Deputy
- 1927 : The Mysterious Rider : Jack Wilson
- 1927 : Le Démon de l'Arizona (Arizona Bound) de John Waters : Sheriff
- 1927 : Drums of the Desert de John Waters : Indian Agent
- 1927 : Nevada : Sheriff of Lineville
- 1927 : Shootin' Irons : Judge Mathews
- 1927 : Open Range : Jim Blake
- 1928 : Mariage à l'essai (Half a Bride) : Chef Engineer
- 1928 : Condamnez-moi (Love and Learn) de Frank Tuttle : Détective
- 1928 : Feel My Pulse de Gregory La Cava : Physicien
- 1928 : Easy Come, Easy Go (en) : Conducteur
- 1928 : The Vanishing Pioneer : Mr Shelby
- 1928 : Hot News
- 1928 : Les Damnés de l'océan (The Docks of New York) : The Crimp
- 1928 : Beggars of Life
- 1928 : Avalanche d'Otto Brower : Mr Mains
- 1928 : L'amour joue et gagne (Three Weekends) : Pa O'Brien
- 1928 : Texas Tommy
- 1929 : Sunset Pass d'Otto Brower : Clark
- 1929 : L'Aspirant détective (The Dummy) : Elevator Starter
- 1929 : Le Chant du loup (The Wolf Song)
- 1929 : Le Studio tragique (The Studio Murder Mystery) : MacDonald - the Studio Watchman
- 1929 : Stairs of Sand : Sheriff Collishaw
- 1929 : The Fighting Terror
- 1929 : Woman Trap : Mr. Evans
- 1929 : Les Voltigeurs de l'espace (Half Way to Heaven) de George Abbott : Farmer
- 1930 : The Kibitzer : McGinty
- 1930 : Only the Brave : General U.S. Grant
- 1930 : The Benson Murder Case : Hagedorn
- 1930 : The Light of Western Stars d'Otto Brower : Sheriff
- 1930 : The Devil's Holiday : Hammond
- 1930 : Love Among the Millionaires de Frank Tuttle
- 1930 : True to the Navy : Watch customer
- 1930 : Manslaughter : Shériff
- 1930 : The Playboy of Paris : Street Cleaner
- 1931 : Skippy : Dad Burkey
- 1931 : Gun Smoke (en) d'Edward Sloman : Sheriff Posey Meed
- 1931 : Dude Ranch : Simonson
- 1931 : Up Pops the Devil de A. Edward Sutherland : Waldo (handyman)
- 1931 : I Take This Woman de Marion Gering : Sid
- 1931 : Murder by the Clock : Watchman
- 1931 : The Magnificent Lie
- 1931 : Huckleberry Finn de Norman Taurog : Juge Thatcher
- 1931 : The Lawyer's Secret de Louis Gasnier et Max Marcin (non crédité)
- 1931 : Caught : McNeill
- 1931 : Beloved Bachelor : John Adams
- 1931 : La Folie des hommes (Rich Man's Folly) : Dayton
- 1931 : Touchdown : Railroad Station Attendant
- 1931 : Sooky de Norman Taurog : Mr Moggs

### comme réalisateur
- 1915 : The Angel of Spring
- 1915 : At the Flood Tide